# Geophagus crassilabris
Geophagus crassilabris is een straalvinnige vissensoort uit de familie van de cichliden (Cichlidae). De wetenschappelijke naam van de soort is voor het eerst geldig gepubliceerd in 1876 door Franz Steindachner.
Deze zoetwatervis komt voor in Panama.